# Canon Lahitolle de 95 mm
Le canon Lahitolle de 95 mm modèle 1875 est le premier canon en acier français. Son concepteur Henry Périer de Lahitolle était lieutenant-colonel dans l'artillerie. Il fut ensuite fabriqué aux établissements militaires de Bourges.
Ce fut l'un des premiers canons munis d'une culasse à vis ; il fut adopté par l'armée française en 1875 en remplacement du canon Reffye de 85 mm. Le canon Lahitolle sera lui-même remplacé par le canon de Bange de 90 mm en 1877.
Une version améliorée fut produite, le canon de 95 mm modèle 1888. Les impératifs de productions ont fait que le 90 mm de Bange et le 95 mm Lahitolle furent toujours en usage durant la Première Guerre mondiale. Alors que le canon de 75 mm modèle 1897 servait plus particulièrement pour les unités de campagne, les deux autres modèles étaient en service dans les unités d'artillerie de forteresse, les places fortes du système Séré de Rivières et plus tard sur les positions d'intervalles de la ligne Maginot.

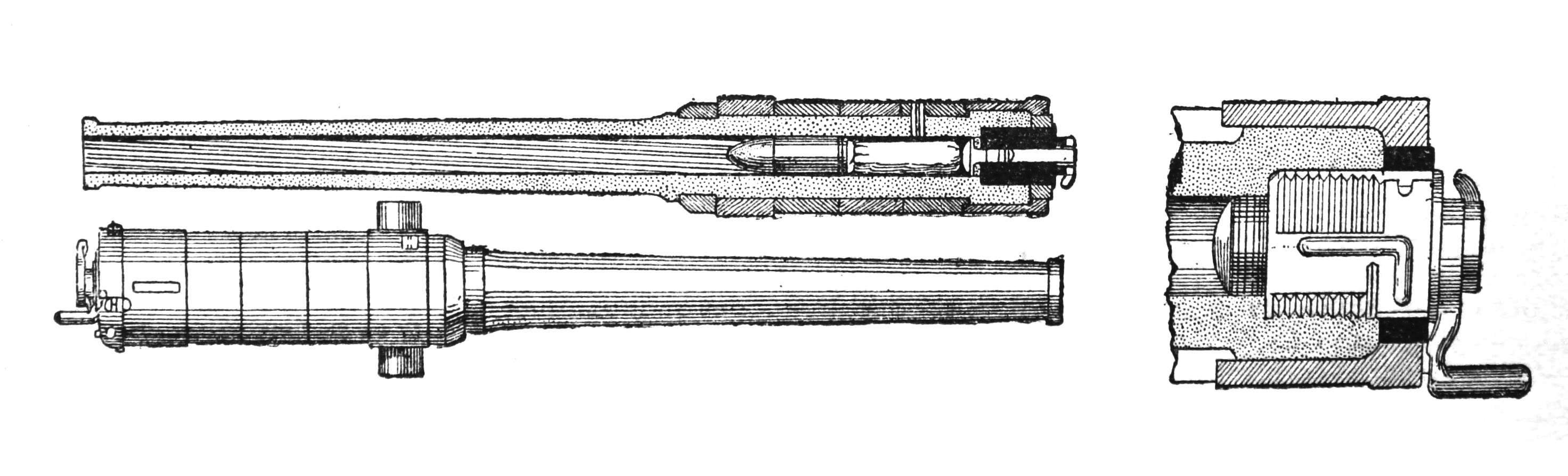
Schéma du canon de 95.
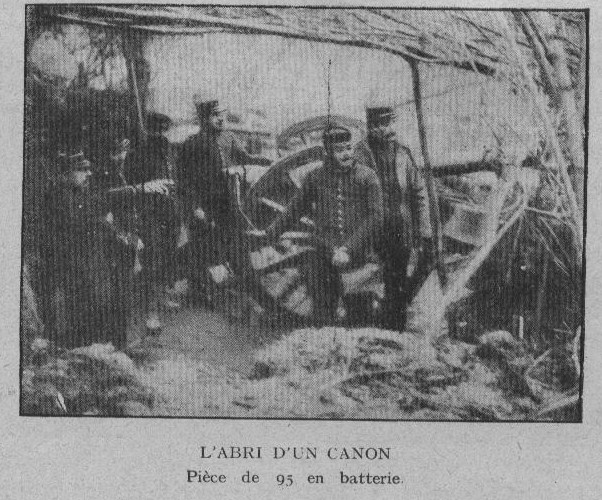
Un canon de 95 mm en batterie durant la Première Guerre mondiale, 1915.
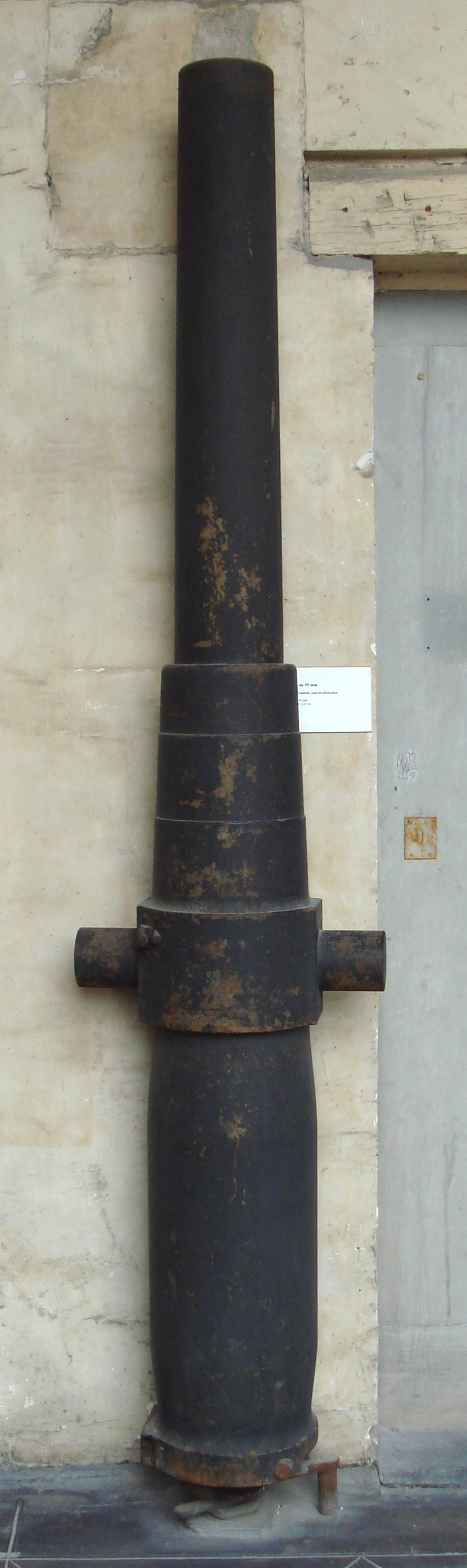
Un exemplaire du musée de l'Armée de Paris.
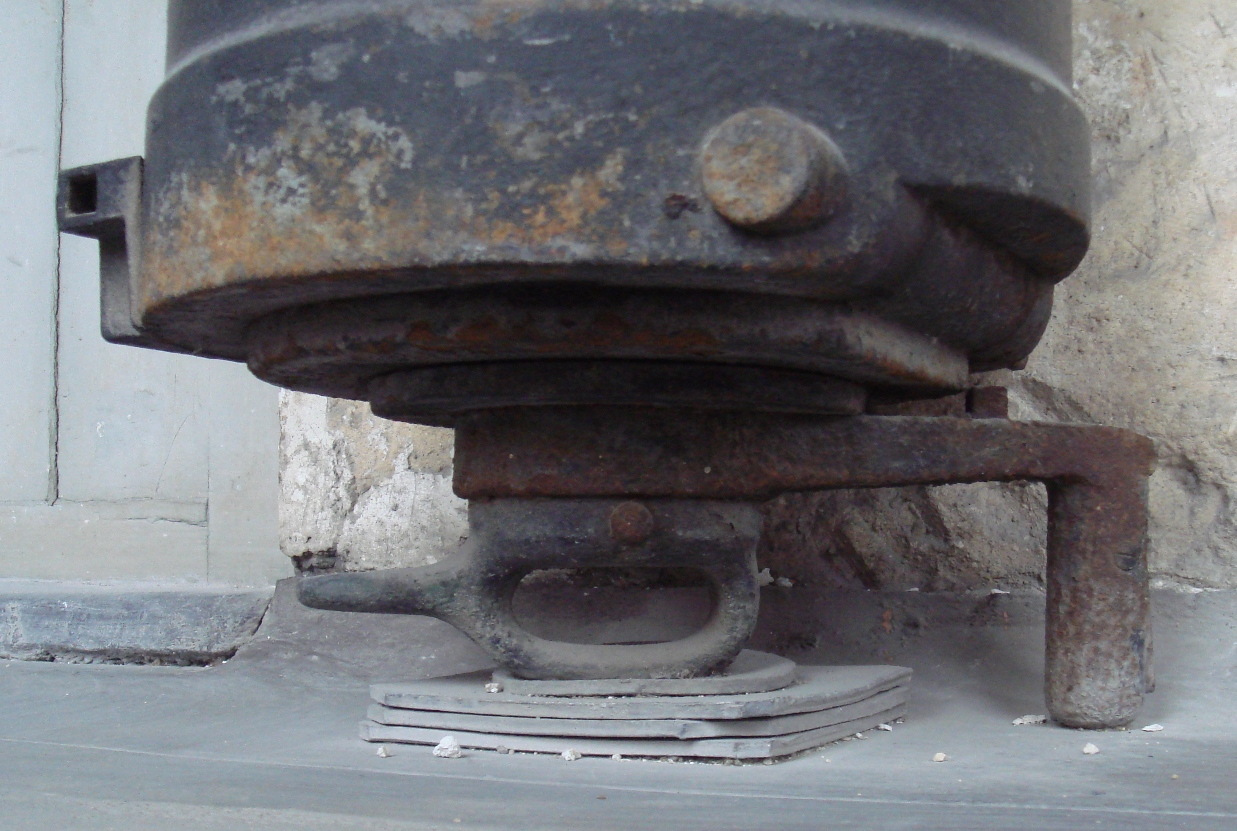
Détail de sa culasse.